# Tsuki ga Kirei
Tsuki ga Kirei (яп. 月がきれい, Цукі ґа Кірей, «Місяць прекрасний») — аніме-серіал режисера Сейдзі Кісі, що випускався студією Feel з 6 квітня до 29 червня 2017 року.

## Сюжет
Адзумі Котаро та Мідзуно Акане стали учнями третього курсу в середній школі та вперше є однокласниками. Вони відповідають за обладнання для проведення спортивного фестивалю. Ці двоє, поряд з іншими учнями, Тінацу Нісіо і Такумі Хіра, ставляться до своїх однолітків через порозуміння та почуття. В міру того, як їх останній рік у середній школі прогресує, група долає свої проблеми, щоб дозріти, та усвідомлює зміни у собі.

## Персонажі
Адзумі Котаро (яп. 安曇 小太郎, Адзумі Котаро:) — учень 3-1 класу, що належить до літературного клубу. Він прагне стати письменником, поважаючи Дадзая Осаму. У нього взагалі спокійне та стримане ставлення. Спочатку він занадто збентежений, щоб показати свої романи іншим людям, але, вивчаючи любов Акане до бігу та відкритості, щоб використати збентеження як метод покращення себе, він починає відкривати цю перспективу. З раннього дитинства Котаро здобував освіту у виконанні традиційного танцювального та музичного супроводу фестивалю, Хаясі, у місцевій святині Сінто. Він таємно починає зустрічатися з Акане, але пізніше розкриває це Такумі. Коли Акане змушена переїхати до Тібу через роботу свого батька. Пізніше Котаро намагається потрапити до тієї ж школи, що і вона, попри заперечення батьків, але не зазнав успіху. Він не може бачити Акане у свій важкий день, але публікує онлайн-розповідь, в якій обіцяє любити її завжди. Попри їхні далекі стосунки, їм показують, що вони все ще перебувають у контакті та відвідують одне одного. У заключній серії нам показали, що вони одружилися та у них народилася дитина.
Сейю: Тіба Сея
Мідзуно Акане (яп. 水野 茜, Мідзуно Акане) — Акане переїхала до Каваґое, Сайтама. Коли вона навчалася у п'ятому класі у початковій школі, вона потай почала зустрічатися з Котаро, але пізніше показує це Тінацу та Такумі, які повідомляють про це класу. Пізніше вона змушена переїхати до Тіби через роботу свого батька. Наприкінці аніме нам показують, що вони одружилися, і у них з'явилася дитина.
Сейю: Кохара Кономі
Хіра Такумі (яп. 比良 拓海, Хіра Такумі) — президент легкоатлетичного клубу. Він був закоханий в Акане з першого року.
Сейю: Тамару Ацусі
Нісіо Тінацу (яп. 西尾 千夏, Нісіо Тінацу) — один із найкращих друзів Акане у легкоатлетичному клубі. Вона починає відчувати почуття до Адзумі.
Сейю: Муракава Ріє

## Виробництво
Аніме-серіал студії Feel був анонсований у січні 2017 року. Режисером є Кісі Сейдзі, сценаристом виступила Какіхара Юко. Дизайн персонажів розроблений loundraw та адаптований для серіалу Морітой Кадзуакі. Саундтрек написаний та продюсований Ігою Такуро та Flying Dog. Аніме транслювалося з 6 квітня до 29 червня 2017 року. Відкривальну композицію «Ima Koko» (яп. イマココ, Іма Коко) і закривальну під назвою «Tsuki ga Kirei» (яп. 月がきれい) виконує Тояма Нао.

## Список серій
| № серії          | Назва                                                                            | Дата прем'єри       |
| ---------------- | -------------------------------------------------------------------------------- | ------------------- |
| 1                | Весна та важкі часи «Хару то Сюра» (春と修羅)                                    | 6 квітня 2017 року  |
| 2                | Жменя піску «Ітіаку но Суна» (一握の砂)                                          | 13 квітня 2017 року |
| 3                | Вий на місяць «Цукі ні Хоеру» (月に吠える)                                       | 20 квітня 2017 року |
| 4                | Крізь зливу «То:ріаме» (通り雨)                                                  | 27 квітня 2017 року |
| 5                | Серце «Кокоро» (こころ)                                                          | 4 травня 2017 року  |
| 6                | Біжи, Мелос «Хасіре Меросу» (走れメロス)                                         | 11 травня 2017 року |
| 6.5              | Перша половина: Подорож «Дзенхансьо: До:тей» (前半抄「道程」)                    | 18 травня 2017 року |
| Рекап 1—6 серій. |                                                                                  |                     |
| 7                | Не стримуй себе, вдаючись до кохання «Осімінаку Аі ва Убау» (惜しみなく愛は奪う) | 25 травня 2017 року |
| 8                | Vita Sexualis «Віта Секусуарусу» (ヰタ・セクスアリス)                            | 1 червня 2017 року  |
| 9                | Вітер міцніє «Кадзе Татіну» (風立ちぬ)                                           | 8 червня 2017 року  |
| 10               | Призахідне сонце «Сяйо:» (斜陽)                                                  | 15 червня 2017 року |
| 11               | Заохочення вчення «Ґакумон но Сусуме» (学問のすすめ)                             | 22 червня 2017 року |
| 12               | Тоді «Сорекара» (それから)                                                       | 29 червня 2017 року |

## Критика
Оглядаючи перші три серії, критик Anime News Network Нік Крімер похвалив Tsuki ga Kirei за якісну візуальну складову та розвиток сюжету. На його думку, у серіалі вміло розкриваються драматичні моменти між персонажами. Серед інших плюсів аніме рецензент зазначив загальну привабливість головних героїв. Єдиним недоліком твору Крімер назвав його надмірну залежність від комп'ютерної графіки, яка використовується для зображення фонових персонажів.